# 草薙厚子
草薙 厚子（くさなぎ あつこ、1964年7月21日 - ）は、北海道出身の女性ジャーナリスト、ノンフィクション作家。日本文藝家協会会員。明治学院大学社会学部卒業。元東京少年鑑別所法務教官。

## 執筆記事
2002年から2003年にかけて、森昭雄が提唱する「ゲーム脳」を少年犯罪と結びつけた記事を執筆し、この仮説を「科学的に正しいもの」であるとしている。また、「川島隆太が『テレビゲームが脳に悪影響を与える』と発言した」とする記事も書いている。

## 奈良県医師宅放火殺人の供述調書漏洩事件
2007年6月5日、奈良家庭裁判所が、奈良自宅放火母子3人殺人事件を取材した著書『僕はパパを殺すことに決めた 奈良エリート少年自宅放火事件の真実』について「少年審判に対する信頼を著しく損ない、関係者に苦痛を与えかねない」として、草薙と講談社に抗議文を送る。同年7月12日、同書について、東京法務局が「少年の成育歴などを詳細に記述したのは、プライバシーなどの人権の著しい侵害」と判断し、草薙と講談社に長男や父親らへの謝罪と増刷中止も含めた被害回復措置を取るよう勧告。
同年9月14日、奈良地方検察庁と奈良県警が、刑法の秘密漏示容疑（非公開の少年審判や供述調書の漏洩）で、草薙の自宅や所属事務所などを捜索。同年10月14日、奈良地検が、草薙に供述調書などの精神鑑定資料を閲覧させた精神科医を秘密漏示容疑で逮捕。
同年11月2日、奈良地検が、草薙への情報漏示罪で精神科医を起訴し、草薙は嫌疑不十分で不起訴となる。草薙は京都市内のホテルなどで捜査資料を開示されカメラで撮影した事実を認めた。
2008年4月9日、『僕はパパを殺すことに決めた』の版元の講談社が調査報告書を公表し、「『供述調書を直接引用しない』という取材源の医師との約束に反した重大な出版倫理上の瑕疵がある」と指摘された。同年4月21日、草薙が記者会見し、講談社の調査報告書を「ICレコーダーの記録を無断で引用した」と批判し、謝罪と削除を要求してることを明らかにした。
同年8月28日、NHKが2007年9月22日に「草薙が奈良地検の事情聴取に対して『精神科医に頼み、調書の写しを見せてもらった』と話している」と報じた件で、草薙は「取材源は秘匿した」として、NHKに対して1000万円の損害賠償請求訴訟を東京地裁で起こす。同年12月10日、講談社は『僕はパパを殺すことに決めた』について、「コピー禁止」「直接引用禁止」「原稿の事前確認」の合意に反した「出版倫理上の瑕疵がある」と指摘した文書を全国の図書館に配布した。しかし草薙は、この3点の約束は無かったと主張し、講談社のウェブサイトに自身の見解を掲載させた。
2009年1月14日、草薙は、調書漏洩事件の公判（奈良地裁）で、一転して調書の入手先が起訴された医師であることや、許可なく調書を写真撮影した事実を認めた。引用は講談社からの提案だったという。

## 著書
- 『完全版ペイオフ対策』（角川書店、2002年）
- 『レイラの終わらない戦争 報道されなかったイラクの女性たちの本音』（光文社、2003年）
- 『少年A 矯正2500日 全記録』（文藝春秋、2004年/文春文庫、2006年）
- 『子どもが壊れる家』（文春新書、2005年）
- 『追跡! 「佐世保小六女児 同級生殺害事件」』（講談社、2005年）
- 『僕はパパを殺すことに決めた 奈良エリート少年自宅放火事件の真実』（講談社、2007年）
- 『いったい誰を幸せにする捜査なのですか。 検察との「50日間闘争」』（光文社、2008年）
- 『大人たちはなぜ、子どもの殺意に気づかなかったか? ドキュメント・少年犯罪と発達障害』（イースト・プレス、2010年）ISBN 978-4781605043
- 『ドキュメント発達障害と少年犯罪』イースト新書 2014